# ФК Алианса Лима
„Алианса Лима“ (на испански: Alianza Lima) е футболен отбор от град Лима, където се намира неговият стадион „Алехандро Вилянуева“.
Основан е през 1901 година и има най-големи успехи през 50-те, 60-те и 70-те години, когато печели десет шампионски титли. През 1987 година почти всички играчи и треньори на отбора загиват в самолетна катастрофа. През 90-те години „Алианса Лима“ постепенно се възстановява и печели шампионата на Перу през 1997, 2001, 2003, 2004 и 2006 година. Към 2013 година отборът е печелил титлата 22 пъти, като по този показател го изпреварва само „Университарио де Депортес“.

## Успехи
- Примера Дивисион:
  -  Шампион (25): 1918, 1919, 1927, 1928, 1931, 1932, 1933, 1934, 1948, 1952, 1954, 1955, 1962, 1963, 1965, 1975, 1977, 1978, 1997, 2001, 2003, 2004, 2006, 2017, 2021
    -  Вицешампион (20): 1930, 1935, 1937, 1943, 1953, 1956, 1961, 1964, 1971, 1982, 1986, 1987, 1993, 1994, 1996, 1999, 2009, 2011, 2018, 2019

- Купа на Инките:
  -  Носител (1): 2014
    -  Финалист (1): 2015

## Известни играчи
- Теофило Кубиляс
- Уго Сотил
- Хосе Мануел Веласкес
- Хуан Валдивиесо
- Алехандро Вилянуева
- Хосе Гонсалес Ганоса
- Хайме Дуарте
- Сесар Куето
- Клаудио Писаро
- Хосе Сото
- Хуан Хойя
- Джеферсон Фарфан
- Перико Леон
- Луис Ескобар
- Амадео Карисо
- Педро Монсон
- Густаво Барос Скелото
- Карлос Енрике
- Палиня
- Мартин Лигера